# Asteia semilunata
Asteia semilunata är en tvåvingeart som beskrevs av Curtis W. Sabrosky 1957. Asteia semilunata ingår i släktet Asteia och familjen smalvingeflugor.
Artens utbredningsområde är Venezuela. Inga underarter finns listade i Catalogue of Life.